# Elezioni legislative in Portogallo del 1911
Le elezioni legislative del 1911 si tennero in Portogallo il 28 maggio per eleggere i deputati dell'Assemblea Nazionale Costituente. Queste furono le prime elezioni che si tennero nella nazione dopo il colpo di Stato del 5 ottobre 1910 in cui il Re Manuele II dovette fuggire in esilio e i golpisti proclamarono la Repubblica.

## Legge elettorale
Il Portogallo venne diviso in 51 collegi elettorali a cui si aggiungevano 11 collegi per le colonie. La città di Lisbona eleggeva 20 deputati, divisi in 2 collegi elettorali che utilizzavano il sistema proporzionale secondo il metodo D'Hondt, mentre Porto eleggeva 10 deputati con lo stesso sistema di Lisbona. I rimanenti 48 collegi elettorali di terra eleggevano dai 3 ai 4 membri, mentre i collegi delle colonie ne eleggevano soltanto 1.
I requisiti di proprietà per il diritto di voto furono aboliti e il suffragio fu esteso a tutti gli uomini alfabetizzati o che fossero capifamiglia e anche ai soldati. Ai cittadini insolventi oppure ai vagabondi fu interdetto il diritto di voto.
I candidati dei collegi elettorali dovevano essere alfabetizzati e non potevano essere candidati in più di un singolo collegio. Per presentare le liste elettorali i partiti dovevano raccogliere un numero di firme obbligatorie in ogni collegio a cui erano interessati a competere. A Lisbona e a Porto le firme necessarie erano 100, mentre per gli altri collegi ne bastavano 25.
Di conseguenza, i partiti che parteciparono a queste elezioni furono il Partito Repubblicano Portoghese, di posizione centrista e guidato da Teófilo Braga, e il Partido Socialista Português, di ispirazione socialista e guidato da Azedo Gneco.

## Risultati
|                                                     |                                 |         |   |       |               |
| Partito                                             | Partito                         | Voti    | % | Seggi | Differenza    |
|                                                     | Partito Repubblicano Portoghese | 210 000 |   | 229   | 215           |
|                                                     | Partido Socialista Português    | 8 000   |   | 2     | Nuovo partito |
|                                                     | Non iscritti                    | 32 000  |   | 3     | Stabile       |
| Totale                                              | Totale                          | 250 000 |   | 234   | 79            |
|                                                     |                                 |         |   |       |               |
| Con diritto di voto                                 | Con diritto di voto             | 846 801 | – | –     | –             |
| Fonte: Nohlen & Stöver, numero di voti approssimati |                                 |         |   |       |               |

## Effetti dell'elezioni
I deputati eletti furono responsabile della redazione della Costituzione repubblicana che prevedeva un parlamento, chiamato Congresso della Repubblica, bicamerale.